# Гирда, Александр Владимирович
Александр Владимирович Гирда (род. 1960 году , Ленинград, РСФСР, СССР) — предприниматель, совладелец X5 Retail Group.

## Биография
Александр Гирда родился в 1961 году (по другим данным в 1960 году)[уточнить] в Ленинграде.
В 1983 году окончил Рижский краснознамённый институт инженеров гражданской авиации имени Ленинского комсомола. Девять лет работал по специальности.
В начале 1990-х годов занялся коммерцией. Познакомился с Андреем Рогачёвым.
В 1992 году возглавил фирму «Торговый дом ЛЭК», занимавщуюся в то время импортом продуктов питания. Проработал в этой должности до 2001 года.
В 1998 году выкупил у Андрея Рогачёва за 2 млн долларов США его оптовый бизнес — «полпарохода французских консервов, персонал, печки-гриль…», договорившись о рассрочке. В 1998 году наступил кризис и рассчитываться было нечем. Чтобы помочь Гирде реализовать продукты Рогачёв инициировал проект сети магазинов. В январе 1999 года открылся первый магазин «Пятёрочка».
В 2001—2002 годах работал консультантом в ООО «Чалс».
С 2001 года член совета директоров ЗАО «РемтрансАВТО».
С 2002 года — член совета директоров компаний «Агро-Стар», «Агроторг», «ЦЕЙЗЕР», «Агро-Авто», «Агроаспект».
В 2004 году, вместе с Андреем Рогачёвым, Татьяной Франус и Игорем Видяевым основали сеть гипермаркетов Карусель.
В 2005 году «Пятёрочка» провела IPO на Лондонской фондовой бирже и была оценена почти в 2 млрд долларов США.
В 2006 году, после слияния «Пятёрочки» с «Перекрёстком», Гирда стал акционером X5 Retail Group и отошёл от управления компанией.
По данным на 2010 год проживает в Лондоне.
По состоянию на начало 2025 года контролировал 9,33% акций X5 Retail Group.

## Состояние
Входит в рейтинги журнала Forbes с 2006 года. Занимал места с 62 (2006) по 186 (2021) с состоянием от 400 миллионов долларов США (2009) до 600 млн долларов США (2021). В 2010 году занял 84 место с состоянием 800 млн долларов США.
В Рейтинге российских миллиардеров 2010 года, по данным журнала Финанс занял 55 место с состоянием 1 500 млн долларов США.
В рейтинге журнала Forbes «200 богатейших бизнесменов России 2021» занял 186 позицию с состоянием 600 млн долларов.

## Продюсирование фильмов
- Гирда был продюсером фильма «Не думай о белых обезьянах»[1] петербургского режиссёра Юрия Мамина[2]. Бюджет картины составил 4 млн долларов США[2]. В конце января 2009 года фильм вышел в прокат в России, но коммерческого успеха не имел[2].
- Еще одним продюсерским проектом стал фильм Виталия Галилюка «Время земляники»[1].

## Семья
Жена — Светлана Гирда, двое детей (Виктория и Владислав).